# Knausen
Der Knausen (norwegisch für Fels) ist ein 1230 m hoher Berg im ostantarktischen Enderbyland. In den Napier Mountains ragt er 9 km nordwestlich des Armstrong Peak auf.
Norwegische Kartografen, die ihn auch benannten, kartierten ihn 1946 anhand von Luftaufnahmen, die im Rahmen der Lars-Christensen-Expedition 1936/37 entstanden. Das Antarctic Names Committee of Australia (ANCA) akzeptierte diese Benennung ohne Änderung am 31. Juli 1972.